# Torānlū
Torānlū (persiska: ترانلو) är en ort i Iran.   Den ligger i provinsen Nordkhorasan, i den nordöstra delen av landet, 600 km öster om huvudstaden Teheran. Torānlū ligger 1 783 meter över havet och antalet invånare är 437.
Terrängen runt Torānlū är huvudsakligen kuperad, men västerut är den bergig. Runt Torānlū är det ganska glesbefolkat, med 38 invånare per kvadratkilometer. Närmaste större samhälle är Būānlū, 5,6 km söder om Torānlū. Trakten runt Torānlū består i huvudsak av gräsmarker.